# Thomasomys kalinowskii
Thomasomys kalinowskii es una especie de roedor de la familia Cricetidae.

## Características
Las especies del género Thomasomys cubren un rango considerable de tamaño (longitud de cuerpo 80–238 mm, longitud de cola 85–329 mm) y peso (14–335 g). Los pies son generalmente angostos, cortos o relativamente largos (longitud de pie 13–59 mm). Las orejas son pequeñas o medianas y sin pelo (longitud de oreja 12–33 mm). La cola es delgada y generalmente más larga que el cuerpo. El pelaje dorsal y ventral es generalmente denso, suave y largo. La coloración dorsal es variada desde un gris oliváceo, anaranjado, marrón amarillento, marrón rojizo y marrón grisáceo hasta formas casi negras. Las partes ventrales son generalmente más pálidas que el dorso. La cola esta desnuda o finamente hirsuta, en algunos casos con un pequeño pincel en la punta. El color de la cola es uniforme y a menudo con una punta blanca.

## Distribución geográfica
Se encuentran únicamente en Perú, principalmente en los Andes centrales. Especies de Thomasomys habitan principalmente en bosques montanos. Thomasomys kalinowskii en particular se encuentra preferentemente entre los 2,000–3,500 m. Se encuentra en bosques primarios de bosques montanos y andinos y con menor frecuencia en bosques perturbados o de transición y en zonas de cultivo. 